# La segunda variedad
La segunda variedad (título original en inglés: Second Variety) es un cuento corto de ciencia ficción del escritor estadounidense Philip K. Dick publicado por primera vez en la revista Space Station Fiction en 1953. El mismo sirvió como sustrato para la película Screamers.

## Argumento
En un mundo asolado por una larga guerra nuclear, un soldado estadounidense del bando de las Naciones Unidas se adentra en un campo de batalla infestado de robots asesinos tras la extraña llegada de un emisario soviético a su búnker. El mensaje insta a las Naciones Unidas a enviar un oficial a las trincheras soviéticas para pactar el fin de la guerra. El oficial que es enviado desde el búnker de las Naciones Unidas es el oficial Hendricks, que será protagonista de la historia.
Por el camino el oficial Hendricks se encuentra con un niño abandonado, llamado David, en las ruinas de una ciudad destrozada. El oficial decide llevarlo con él al búnker soviético.
Al llegar al citado búnker, los soldados los reciben con disparos, acabando con el muchacho. Tras pedir explicaciones a los soviéticos, Hendricks descubre que el chico era en realidad una nueva variedad de los robots asesinos que las fuerzas de las Naciones Unidas construyeron para intentar ganar la guerra. Una vez abandonadas las fábricas de producción de los robots, éstos se perfeccionaron a ellos mismos, siendo capaces de producir nuevas variantes cada vez más inteligentes, ágiles, rápidas y mortíferas. El niño abandonado es la tercera de tres nuevas variantes, y un soldado herido es la primera, por lo que queda una desconocida segunda variedad a la que hacer frente desde la ignorancia.
Desde este momento se relata la aventura que vivirán los tres únicos supervivientes soviéticos y el oficial estadounidense por huir de las garras, nombre dado en la historia a éstos terroríficos robots, los cuales son los primeros en ser construidos, por las fuerzas estadounidenses, para protegerse del bloque soviético.
En el exterior del búnker son acechados por la variedad de los David. Hendricks sale del búnker soviético, junto con sus nuevos acompañantes, con esperanzas de encontrar al personal de su búnker, con quienes han establecido un precario y misterioso contacto. Sólo se encuentran con que los robots han entrado al refugio. Un gran número de David y soldados heridos salen a combatirlos, pero no sólo ellos son los enemigos, sus acompañantes vivos: Klaus y Tasso, resultan ser robots; la mujer, perteneciente a la segunda variedad, la soldado Tasso. Pero para cuando se da cuenta de ello, el ejemplar de la segunda variedad ha abandonado ya la Tierra, dirigiéndose a la Base Lunar.

## Adaptación cinematográfica
En 1996 se estrenó una película basada en éste relato. Tomó el nombre de Screamers, y está protagonizada por el actor estadounidense Peter Weller, conocido por dar vida al policía cibernético en las dos primeras partes de Robocop.
En la película se modifican ciertos aspectos del relato original como el hecho de transcurrir en un planeta lejano en vez de la Tierra y en un contexto histórico distinto, la incorporación de un compañero novato para Hendricksson, cambios en otros personajes, y las implicaciones que se derivan en el final de la historia. Aparte de estos cambios, la historia transcurre, en general, de forma muy similar a la relatada en el cuento de Philip K. Dick, y respetando en gran medida los temas tratados en éste, con excepción del mineral Berynium, que no aparece en el cuento.